# Racata
Racata grata es una especie de araña araneomorfa de la familia Linyphiidae. Es el único miembro del género monotípico Racata.

## Distribución
Se encuentra en la isla Krakatoa en la provincia de Lampung en Indonesia.